# SummerSlam (1992)
SummerSlam (1992) — пятое по счёту шоу SummerSlam, PPV-шоу производства американского рестлинг-промоушна World Wrestling Federation (WWF, ныне WWE). Шоу прошло 29 августа 1992 года на стадионе «Уэмбли» в Лондоне, Англия, и транслировалось с задержкой в понедельник, 31 августа 1992 года. Это было первое крупное PPV-шоу WWF, состоявшееся за пределами Северной Америки.
Шоу включало два главных события. В первом из них Последний воин бросил вызов Рэнди Сэвиджу в борьбе за титул чемпиона мира WWF в тяжелом весе. Последний воин выиграл матч по отсчёту, но не завоевал титул. В другом главном событии «Британский бульдог» Дейви Бой Смит победил Брета Харта и завоевал титул интерконтинентального чемпиона WWF в тяжелом весе.
WWE считает, что эта аудитория (80 355 зрителей) была четвертой по величине, когда-либо присутствовавшей на шоу WWF/E; на WrestleMania 29 в 2013 году присутствовало 80 676 зрителей, на WrestleMania III в 1987 году присутствовало 93 173 зрителя, а на WrestleMania 32 в 2016 году присутствовало 101 763 зрителя. Однако некоторые авторы считают, что WWF завысила цифру посещаемости WrestleMania III. С учетом цен на билеты и продажи атрибутики WWF заработала более $3 650 000. Отзывы о мероприятии почти все положительные, а матч Смита и Харта был признан лучшим матчем в истории SummerSlam.
29 апреля 2022 года было объявлено о выпуске юбилейных DVD и Blu-ray, посвященных 30-й годовщине, для Великобритании и европейских рынков, чтобы отпраздновать 30 годовщину шоу. Релиз также впервые будет включать все темные матчи шоу, которые не были включены в версию для WWE Network и в предыдущий релиз.

## Результаты
| №                                                          | Результаты | Условия                                                    | Время |
| ---------------------------------------------------------- | --- | ---------------------------------------------------------- | ----- |
| 1D                                                         | Джим Дагган и «Бушвакеры» (Люк и Буч) победили Монти и «Мерзких парней» (Брайан Ноббс и Джерри Сагс) (с Джимми Хартом)     | Командный матч шести человек                               | 12:33 |
| 2D                                                         | Папа Шанго победил Тито Сантану                                                                                            | Одиночный матч                                             | 6:00  |
| 3                                                          | «Легион судьбы» (Зверь и Ястреб) (с Полом Эллерингом) победил Money Inc. (Тед Дибиаси и Ирвин Р. Шистер) (с Джимми Хартом) | Командный матч                                             | 15:10 |
| 4                                                          | Нэйлз победил Вирджила | Одиночный матч                                             | 3:55  |
| 5                                                          | Рик Мартел против Шона Майклза (с Сенсационной Шерри) закончился двойным отсчётом                                          | Одиночный матч                                             | 8:06  |
| 6                                                          | «Природные бедствия» (Землетрясение и Тайфун) (c) победили «Братьев Беверли» (Бо и Блейк) (с Гением)                       | Командный матч за командное чемпионство WWF                | 10:30 |
| 7                                                          | Краш победил Репо-Мэна | Одиночный матч                                             | 5:41  |
| 8                                                          | Последний воин победил Рэнди Сэвиджа (c) по отсчёту                                                                        | Одиночный матч за титул чемпиона WWF                       | 28:00 |
| 9                                                          | Гробовщик (с Полом Берером) победил Камалу (с Харви Випплманом и Ким Чи) по дисквалификации                                | Одиночный матч                                             | 3:27  |
| 10D                                                        | Татанка победил Берзеркера (с Мистером Фуджи)                                                                              | Одиночный матч                                             | 5:46  |
| 11                                                         | Британский бульдог победил Брета Харта (с)                                                                                 | Одиночный матч за титул интерконтинентального чемпиона WWF | 25:40 |
| - (ч) – чемпион на начало матча - D – означает тёмный матч | |                                                            |       |